# Paychex
Paychex est une entreprise de service spécialisée dans la gestion de paie. Focalisé à l'origine uniquement sur ce secteur, elle s'est en partie diversifiée vers diverses autres activités de service pour la gestion des ressources humaines. Elle fait partie de l'indice NASDAQ-100. 

## Historique
Paychex a été fondé en 1971 par Tom Golisano. Employé dans une société de services qui faisait de la gestion de paie pour les grandes sociétés, il a dans l'idée qu'il existe un créneau porteur pour faire la même chose pour les PME. À la suite du refus de son employeur de se lancer dans ce créneau, il décide de démissionner et de tenter l'aventure seul avec 3000$ d'économies.
Paychex est entrée en bourse en 1983. En 2011, la société a 12 000 employés et pèse 2 milliards de dollars de chiffre d'affaires.